# Uigurisches Kaganat

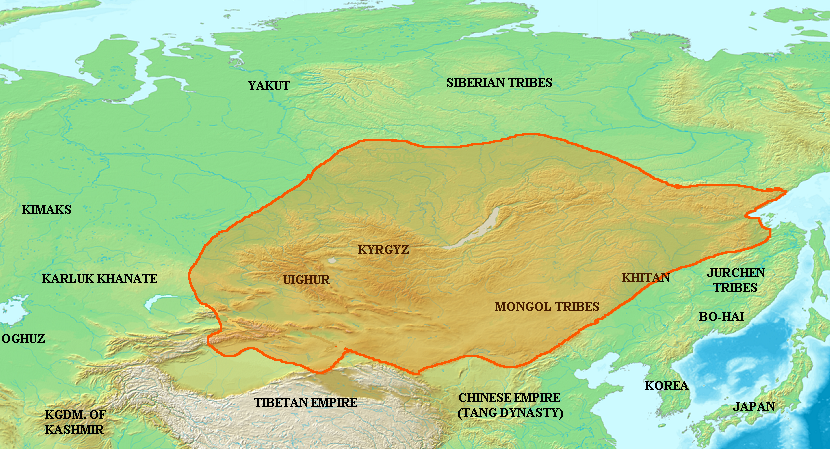
Uigurisches Kaganat und Gebiete unter seiner Herrschaft (rote Linie) um 820

Das Uigurische Kaganat war ein Steppenreich der Uiguren im nordöstlichen Zentralasien. Das Kaganat wurde 745 in Nachfolge des zweiten Türk-Kaganats gegründet und bestand bis ungefähr 840, als es von den Kirgisen zerstört wurde. Es wird auch „Orchon-Staat“ genannt. Kulturhistorisch bedeutsam ist der Übertritt vieler Uiguren zum Manichäismus.

## Aufstieg

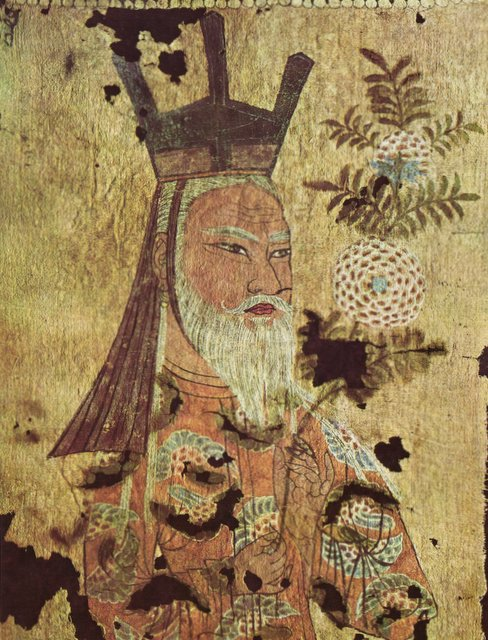
Uigurischer Kagan im 8. Jh.

Unter Qutluğ Bilge Kül (auch: Iltimis Kutluq Bilge-Kül) erhoben sich 744–745 die Uiguren, die hier erstmals als Stammesverbindung erschienen und bisher Vasallen der Türk waren, gegen die Göktürken und zerschlugen das bereits angeschlagene zweite Türk-Kaganat.
Der uigurische Khagan zeigte sein Interesse an der Aufrechterhaltung guter Beziehungen zum Tang-Kaiser, indem er ihm den Kopf des besiegten Türk-Khagan schickte. Als eine aus mehreren Stämmen, insbesondere die Uiguren, Basmıl und Karluken, bestehende Föderation verschiedener Nomaden und sesshafter Bevölkerungsgruppen erschufen sie in einer Abfolge lokaler Konflikte das Uigurische Kaganat auf dem Gebiet der heutigen Mongolei.
Das Bündnis zwischen den drei ursprünglichen Turk-Stämmen hatte nur kurzen Bestand: Sobald der gemeinsame Aufstand gegen den Türk-Khagan beendet war, überzeugten die Uiguren die Karluken, mit ihnen gegen die Basmıl zu kämpfen. Nachdem die Basmıl besiegt wurden, wandten sich die Uiguren auch gegen die Karluken und unterwarfen sie. Daraufhin verkündete ihr yabğu, der uigurische Khagan Gulipeiluo (*Qulliğ Boyla), die Gründung des neuen, weitgehend nach dem Vorbild des alten Türk-Kaganat aufgebauten Staates. Er nahm den königlichen Titel Qutluğ Bilge Kül Qağan (reg. 744–747) an. Der Yağlaqar-Clan, zu dem auch der neue Herrscher gehörte, wurde zur uigurischen Königsfamilie.
Der Rest seiner Regierungszeit war Qutluğ damit beschäftigt, den Grundstein für eine erweiterte uigurische Kontrolle über das gesamte Gebiet zu legen, das zuvor von den östlichen Türk regiert worden war.

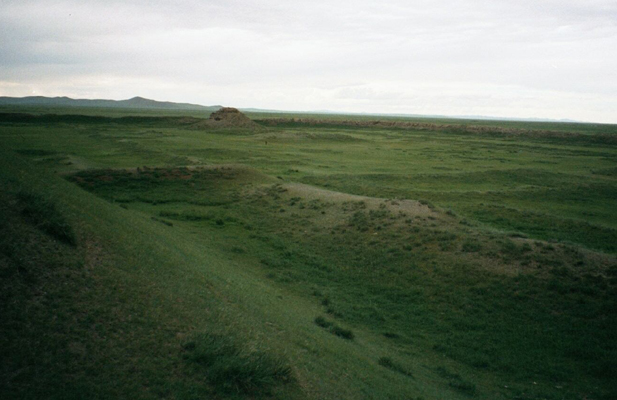
Ordu Baliq – Blick auf die Ausgrabungsstätte

Die Uiguren übten eine Art Oberherrschaft über die benachbarten Stämme der Basmıl, Karluken, Türgesch, Oghusen, Tataren, Kitan und Kirgisen aus. Jene Stämme, die sich ihnen nicht unterwerfen wollten, wurden zur Abwanderung gezwungen. Man verzeichnete Ackerbau und einige Städte bis hinein nach Tuwa. Als politisches Zentrum ihrer Macht erbaute die Stammesföderation die Oasenstadt Ordubalik (auch Ordū-bālīḡ, Ordu Baliq; das spätere Kara-Balgasun der Mongolen), die etwa 320 Kilometer westlich von Ulan Bator lag und schätzungsweise 25 Quadratkilometer umfasste.

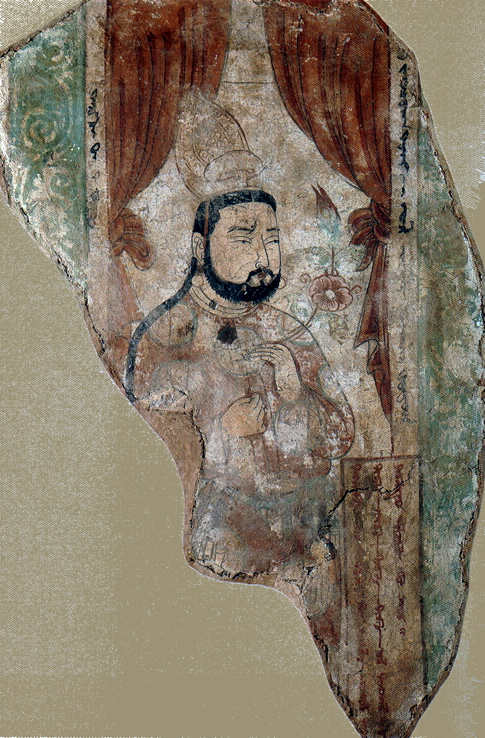
Uigurenfürst, Wand-/Höhlenmalerei in Bezeklik bei Turfan, 8./9. Jh.

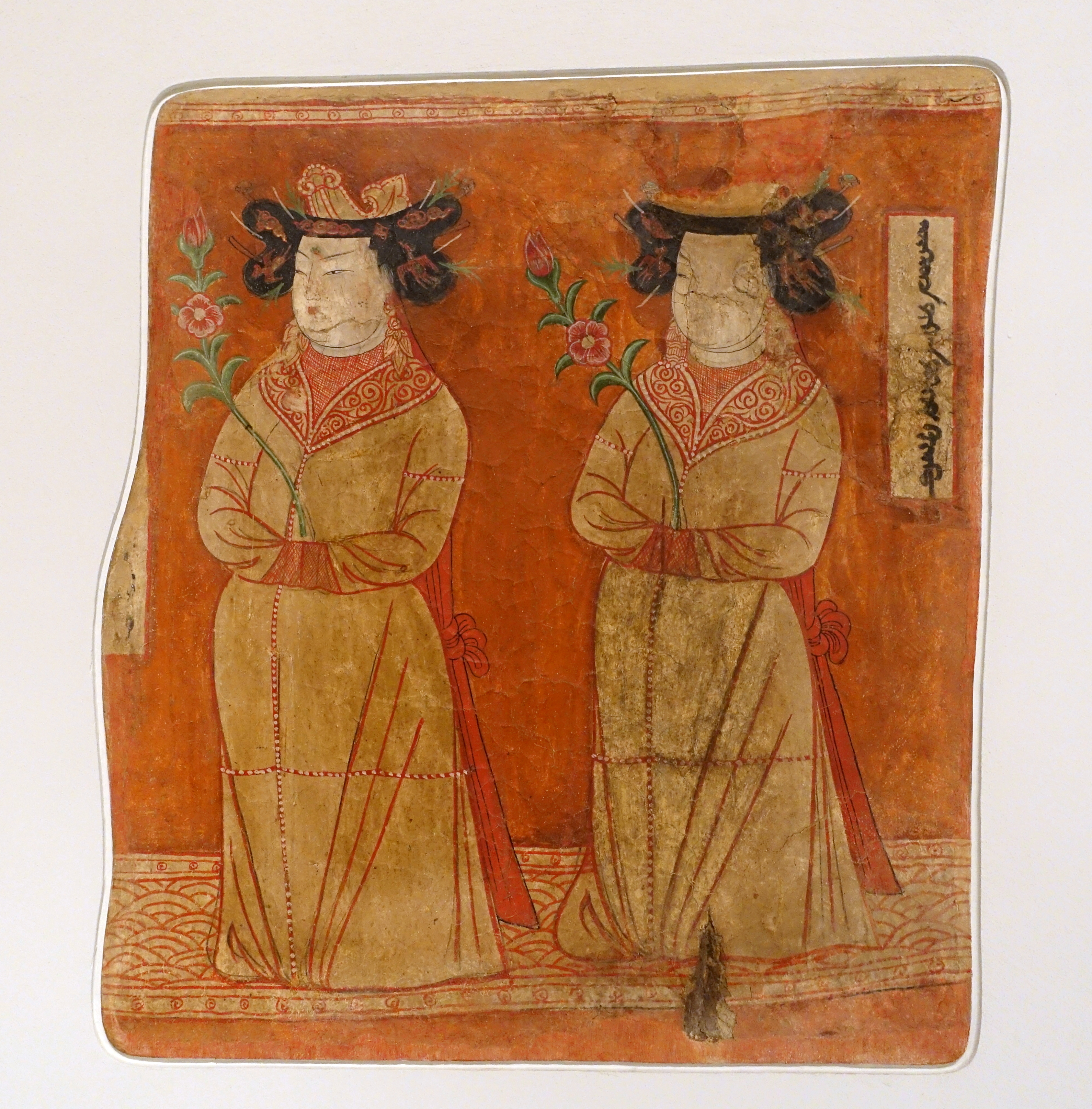
Uigurische Prinzessinnen, Wand-/Höhlenmalerei in Bezeklik bei Turfan, 8./9. Jh.

## Höhepunkt
Unter der Herrschaft von Qutluğs Sohn und Nachfolger Bayan Chor (reg. 747–759) und dem Enkelsohn Tengri Qağan (reg. 759–779) erreichte das uigurische Kaganat seine größte Macht.
Unter den Nachfolgern Bayan Chor und Tengri wurde das uigurische Kaganat alten Nomaden-Traditionen entsprechend geteilt. Als Hauptstadt der Osthälfte wurde Ordubalik erbaut, am Fluss Orchon in der zentralmongolischen Steppe, dem kulturellen und spirituellen Zentrum des alten Türk-Reiches. Damit wurde ein bedeutendes Zeichen gesetzt, dass die Uiguren das Türk-Erbe fortführten. Die Stadt lag rund 25 Kilometer entfernt vom Standort der späteren mongolischen Hauptstadt Karakorum. Die Ruinen sind heute ausgegraben und durch eine zwölf Meter hohe Festungsmauer berühmt geworden. Dort lebten damals bis zu 100.000 Menschen.
Als Hauptstadt des Westreiches galt Tofar. Bay Baliq wurde von Chinesen und Sogdiern – Makler des Fernhandels – am Fluss Selenga erbaut. Der Städtebau wurde zu einem kulturellen Charakteristikum des uigurischen Steppenreiches.
Bayan Chor, der Nachfolger Qutluğs, dehnte die Macht der Uiguren auf andere Steppenstämme aus. In schneller Folge besiegte oder gewann er zwischen 747 und 755 weit über die Steppe verteilt lebende Stämme von der heutigen Mandschurei bis westwärts zu den Ufern des Syrdarja und einte sie unter seiner Führung.
Die Uiguren stützten sich nicht nur auf den Handel, sondern auch auf ihren wachsenden Einfluss in der Politik Tang-Chinas. Nach der  Niederlage gegen arabische Armeen 751 in der Schlacht am Talas in Zentralasien mussten sich die Armeen der Tang aus dem Gebiet westlich von Gansu zurückziehen. Dadurch kam es zu einer Schwächung des Tang-Hofes und dieser wurde anfällig für Opportunisten wie An Lushan, einem chinesischen General sogdisch-turkischer Herkunft, dem vom Hof der Tang die Kontrolle über das gesamte Shandong-Gebiet übergeben worden war. Nachdem die im Jahr 755 begonnene Rebellion unter Führung von An Lushan schnell die Hauptstadt der Tang eingenommen hatte, kam Bayan Chor dem Hilferuf seiner chinesischen Verbündeten im Jahr 757 nach, drang mit einer berittenen Streitmacht von etwa 4000 Uiguren nach China vor, tötete An Lushan und stellte die Ordnung wieder her. Der Tang-Kaiser, der neben der militärischen Hilfe auch Bayan Chors jüngere Tochter als Frau erhalten hatte, bestätigte daraufhin im Jahr 758 die Rolle der Uiguren als wichtige Verbündete offiziell, indem er Bayan Chor eine seiner Töchter als Ehefrau schickte.
758 besiegten die Uiguren ein 50.000 Mann starkes Heer der Kirgisen und unterbrachen die Verbindungen zwischen dem Kirgisenreich und Tang-China.
Unter Tengri, auch Bögü genannt, dem Nachfolger von Bayan Chor, mischten sich die Uiguren weiter in die Politik Tang-Chinas ein. Nach dem Tod An Lushans setzte dessen Sohn die Rebellion fort. Tengri führte eine weitere uigurische Truppe nach China und schlug die Rebellion 762 nieder. Dort trat er, mit dem Großteil des Adels, zum Manichäismus über.
Tang-China festigte die Beziehung zu den uigurischen Verbündeten durch mehrere ehelichen Allianzen. Die Uiguren nutzten dieses nicht immer reibungslose Verhältnis, um ihren Zugang zu chinesischen Waren und Märkten aufrechtzuerhalten und verfolgten möglicherweise deshalb eigene Interessen bei der Schwächung der Tang-Dynastie. Die Uiguren verfügten über weitreichende eheliche Beziehungen zu den Tang und zu führenden Familien am chinesischen Hof. Dank der ehelichen Beziehungen und als Gegenleistung für militärische Hilfe gelang es den Uiguren, einseitig vorteilhafte Handelsbeziehungen mit China aufzunehmen. Beispielsweise tauschten sie – oftmals in schlechter Verfassung befindliche – uigurische Pferde gegen chinesische Seide. Die Uiguren zogen erheblichen Profit aus diesem von sogdischen Kaufleuten vermittelten Handel. Auch erhielten viele Uiguren offizielle chinesische Verwaltungsstellungen und -titel mit Zuweisung außergewöhnlicher Freiheiten, die ihnen ermöglichten, der chinesischen Bevölkerung nach Belieben Leistungen abzunötigen.
Eine führende Rolle im Reich spielten, wie zuvor unter den Türken, die Sogdier, die sehr erfolgreich als Händler und in der Verwaltung tätig waren. Teile des Adels waren mit der Politik der Sogdier jedoch nicht einverstanden. Die Bekehrung Tengri zum Manichäismus, dessen Verkündung als offizielle uigurische Staatsreligion und die zunehmende Macht der manichäischen Mönche sowie des sogdischen Personals am Hof wurde von manchen Uiguren abgelehnt, insbesondere von solchen, die die von den sogdischen Beratern empfohlene Umstellung auf eine sesshafte Lebensweise ablehnten.
Als Tengri eine Schlacht gegen einen regionalen Tang-Gouverneur verlor, kam es im Jahr 779 in Kara-Balgasun unter seinem Vetter (oder Onkel) und Hauptminister, Tun Bağa Tarqan (Tun Baga Tarkhan) zum Aufstand gegen Tengri. Tun Bağa Tarqan ließ Tengri, seine gesamte Großfamilie sowie enge Mitarbeiter – zusammen etwa 2000 Menschen – töten und übernahm infolge der politischen Auseinandersetzungen als vierter Regent die Macht.
Die sogdischen Fraktion wollte die Unordnung am Tang-Hof für einen Angriff auf China nutzen; Alp-Kutluqs Staatsstreich, bei dem es zu einer Säuberung von den sogdischen Elementen kam, verfolgte möglicherweise auch ein anti-manichäisches Motiv. Alp-Kutluq richtete seine Politik wieder nach China aus und ließ zahlreiche Christen ermorden. 788 wurde er von China nicht mehr als Jüngerer Bruder – also Söldner –, sondern als Halb/Schwiegersohn – enger Freund – bezeichnet.

## Die Rolle des Manichäismus

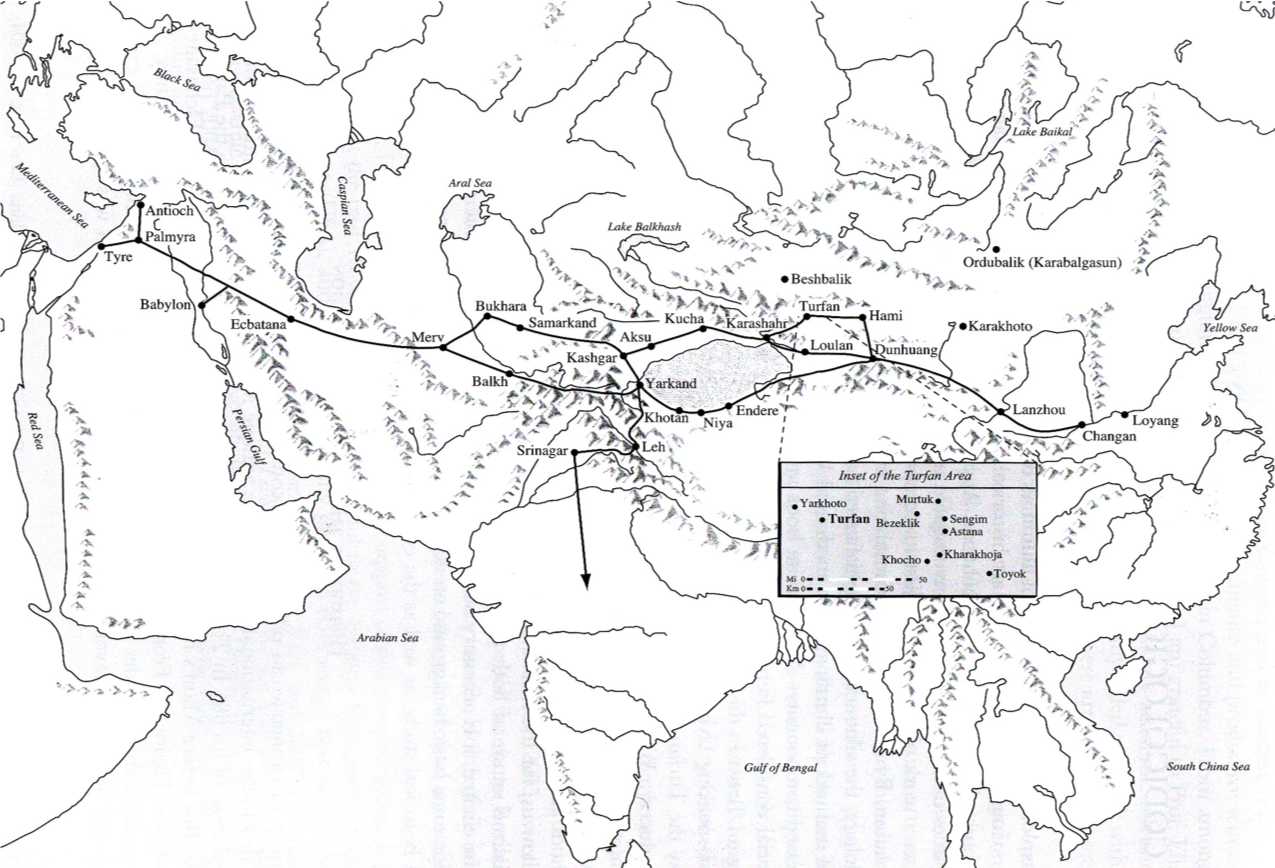
Die Ausbreitung des Manichäismus entlang der Seidenstraße (mit Detailkarte für das Turpan-Gebiet)

Um 762 trat Tengri mit dem Großteil des Adels zum Manichäismus über. Als er im Rahmen der Niederschlagung der An-Lushan-Rebellion 757 in der Hauptstadt der Tang manichäischen Mönchen begegnete, kehrte er mit ihnen nach Kara-Balgasun zurück. In Folge nahm der uigurische königliche Clan den Manichäismus an. Die Ausbreitung des Manichäismus unter der uigurischen Elite förderte deren Übergang zur Sesshaftigkeit und ermöglichte den Sogdiern, die als direkte Quelle für den neuen Glauben fungierten, Einfluss auf die Uiguren zu gewinnen - sie entwickelten sich zu einer einflussreichen Macht in Regierung und Wirtschaft.
Aber auch die Assyrische Kirche und der Buddhismus breiteten sich uigurischen Reich aus. Dadurch wurde es den Uiguren möglich, den Handel mit dem christlichen Morgenland auszubauen. Sie übernahmen die syrisch-aramäische Schrift und bildeten in der Folgezeit ein bedeutendes Schrifttum aus, wie zum Beispiel das Werk Kutadgu Bilik des Yusuf Has Hajib, das in den Jahren 1069 bis 1070 entstand.
Die Bekehrung Tengris zum Manichäismus und die Verkündung als offizielle uigurische Staatsreligion wie auch die zunehmende Macht der manichäischen Mönche und des sogdischen Personals am uigurischen Hof wurde von manchen Uiguren abgelehnt, insbesondere von solchen, die auch die von den sogdischen Beratern empfohlene Umstellung auf eine sesshafte Lebensweise ablehnten.

## Niedergang
Nach dem Tode Alp-Kutluqs im Jahr 789 verloren die Uiguren vorübergehend an Macht und politischem Einfluss. Nachfolger wurde Külüg-Bilge (reg. 789/90), und bereits 790 wurde der minderjährige Bruder Kutluq-Bilge (790/95) zum Herrscher ausgerufen. Doch die wahre Macht hatte General Kutluq inne, der allerdings als erfolglos galt: Sämtliche seiner Feldzüge im Jahr 790 endeten in Niederlagen. 795 starb Külüg-Bilge, ohne einen Nachfolger zu hinterlassen.

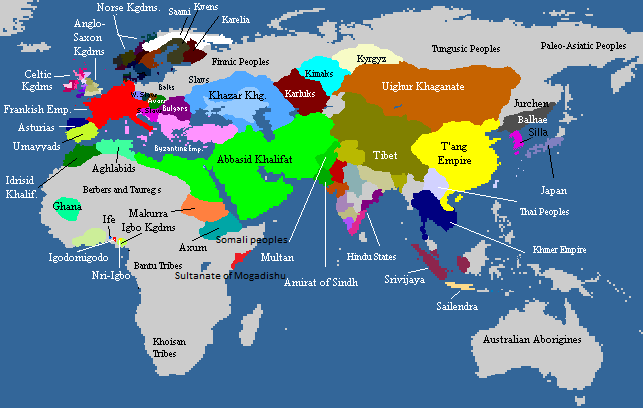
Die Welt um 820: Das Uigurenreich (braun) zwischen China (gelb) und Kirgisen

General Kutluq übernahm nun offiziell die Macht und nahm den Namen Ay-Tengride (reg. 795–805) an.
Bereits 791/92 konnte er die Niederlagen von 790 ausbügeln und eroberte mehrere Städte im Tarimbecken von den Tibetern.
Ay-Tengride stellte die Macht des Uigurenreiches wieder her, wovon seine Nachfolger Ay-Tengride Kut-Bulmis Külüg-Bilge (reg. 805–808) und Ay-Tengeride Kut-Bulmis Alp-Bilge (reg. 808–821) noch lange zehren konnten. Der Nachfolger des letzteren, Kün-Tengride Ülüg-Bulmis Alp-Küchlüg-Bilge (reg. 821–824), baute die guten chinesisch-uigurischen Beziehungen weiter aus; allerdings warfen die ständigen Einfälle uigurischer Horden in China dunkle Schatten auf diese Beziehungen. China war mit seinen Belohnungen für die Hilfsdienste der Uiguren nicht mehr so großzügig wie einst: Der nächste uigurische Herrscher, Ay-Tengride Kut-Bulmis Alp-Bilge (reg. 824–832), musste sich mit der bescheidenen Erlaubnis, Pferdehandel treiben zu dürfen und mit ein paar Ballen Seide zufriedengeben.

## Ende
Ein schwerer Winter 839 und ein Überläufer beschleunigten das Ende: Der uigurische General Külüg Bagha lief 840 zu den Kirgisen über und zusammen mit dem Fürsten Uje Khan († 847) aus dem Yaġlaqar-Clan vernichteten die Kirgisen das Uigurenreich. Ihre Herrscher Kichik-Tegin (reg. 839–840) sowie Ughe-Tegin (reg. 840–846) wurden getötet, die überlebenden Uiguren zerstreut – viele flüchteten südwärts. Das Kirgisische Reich wurde Nachfolger des uigurischen. Die Kirgisen jedoch sollten, nachdem – so chinesische Quellen – sie alle uigurischen Stämme über „barbarisches Gebiet“ zerstreuten, kaum in den ehemaligen uigurischen Gebieten sichtbare Spuren hinterlassen; sahen diese doch in ihnen das Hinterland ihrer politischen Zentren, die sich zu dieser Zeit noch am oberen Jenissej konzentrierten.
Die geflüchteten Uiguren gründeten zwei kleinere Staaten, einen im heutigen Xinjiang – das uigurische Reich von Kocho (Qočo), auch das zweite Uigurenreich (856 – 14. Jahrhundert) genannt – und das Reich der Gansu-Uiguren in der heutigen Provinz Gansu. Die Uiguren wurden endgültig sesshaft, vermischten sich mit ihren Nachbarn in einer Stadtkultur und lehnten eine Rückkehr in die mongolische Steppe ab.

## Herrscher
- Qutluğ Bilge Kül, auch: Iltimis Kutluq Bilge-Kül (reg. 744–747), Titel auf Altuigur.: köl bilgä kagan; Titel auf Chines.: 闕毗伽可汗[6][1][3]
- Bayan Chor, auch: Bilge Kül (reg. 747–759), Sohn von Qutluğ Bilge Kül, chin.: 磨延啜 Mòyánchuò; auch: Moyun Čor; Titel auf Altuigur.: täŋridä bolmıš el itmiš bilgä kagan; Titel auf Chines.: [登里]囉沒蜜施頡翳德蜜施毗伽可汗;[1][3][6]
- Tengri, auch Bögü, (reg. 759–779), Sohn von Bayan Chor, Tengri il-tutmış, Uluğ ilig tengride qut bulmış, erdenin il tutmış alp qutluğ külüg bilge uyğur qağan; Titel auf Altuigur.: täŋridä kut bulmıš el tutmıš alp külüg bilgä kagan; Titel auf Chines.: 登里囉汨沒蜜施頡咄登蜜施合倶録毗伽可汗; (reg. 759–779)[1][3][6] erreichte das uigurische Kaganat seine größte Macht.[1]
- Tun Bağa Tarqan, (wohl reg. 779) nach dem Aufstand gegen Tengri
- Alp-Kutluq, auch Alp Kutlug Bilgä oder Tun Bağa Tarqan (reg. 779–789), nach dem Aufstand gegen Tun Bağa Tarqan, Titel auf Altuigur.: alp kutlug bilgä kagan, Titel auf Chines.: 合骨咄祿毗伽可汗[6][12][1]
- Tolosi, auch Külüg-Bilge (reg. 789/90), Sohn von Tun Bağa Tarqan
- Qutluğ Bilge, auch Kutluq-Bilge (reg. 790/95), Sohn von Tun Bağa Tarqan, Titel auf Altuigur.: kutlug bilgä kagan; Titel auf Chines.: 汨咄祿毗伽可汗; reg. 790–795[6]
- General Kutluq, auch Tun Baga Tarkhan, Alp Qutluğ oder Ay-Tengride Ülüg-Bulmis Alp-Kutluq Ulugh-Bilge (reg. 795–805)
- Ay-Tengride Kut-Bulmis Külüg-Bilge, auch Ay Tengride qut bulmış Külüg Bilge (reg. 805–808)
- Ay-Tengeride Kut-Bulmis Alp-Bilge, auch ay täŋridä kut bulmıš alp bilgä (reg. 808–821), Titel auf Altuigur.: ay täŋridä kut bulmıš alp bilgä kagan; Titel auf Chines.: 愛登里囉汨沒蜜施合毗伽可汗[6]
- Alp Küčlüg oder Kün-Tengride Ülüg-Bulmis Alp-Küchlüg-Bilge, auch kün täŋridä ülüg bulmıš alp küčlüg bilgä (reg. 821–824), Titel auf Altuigur.: kün täŋridä ülüg bulmıš alp küčlüg bilgä kagan, Titel auf Chines.: 君登里邏羽録沒蜜施合句主録毗伽可汗[6]
- Qasar Tegin, auch Ay-Tengride Kut-Bulmis Alp-Bilge oder ay täŋridä kut bulmıš alp bilgä (reg. 824–832), Titel auf Altuigur.: ay täŋridä kut bulmıš alp bilgä kagan; Titel auf Chines.: 愛登里囉汨沒蜜施合毗伽可汗[6]
- Kichik-Tegin (reg. 839–840)
- Ughe-Tegin (reg. 840–846) oder Ögä (reg. 841–847)

## Entdeckungsgeschichte

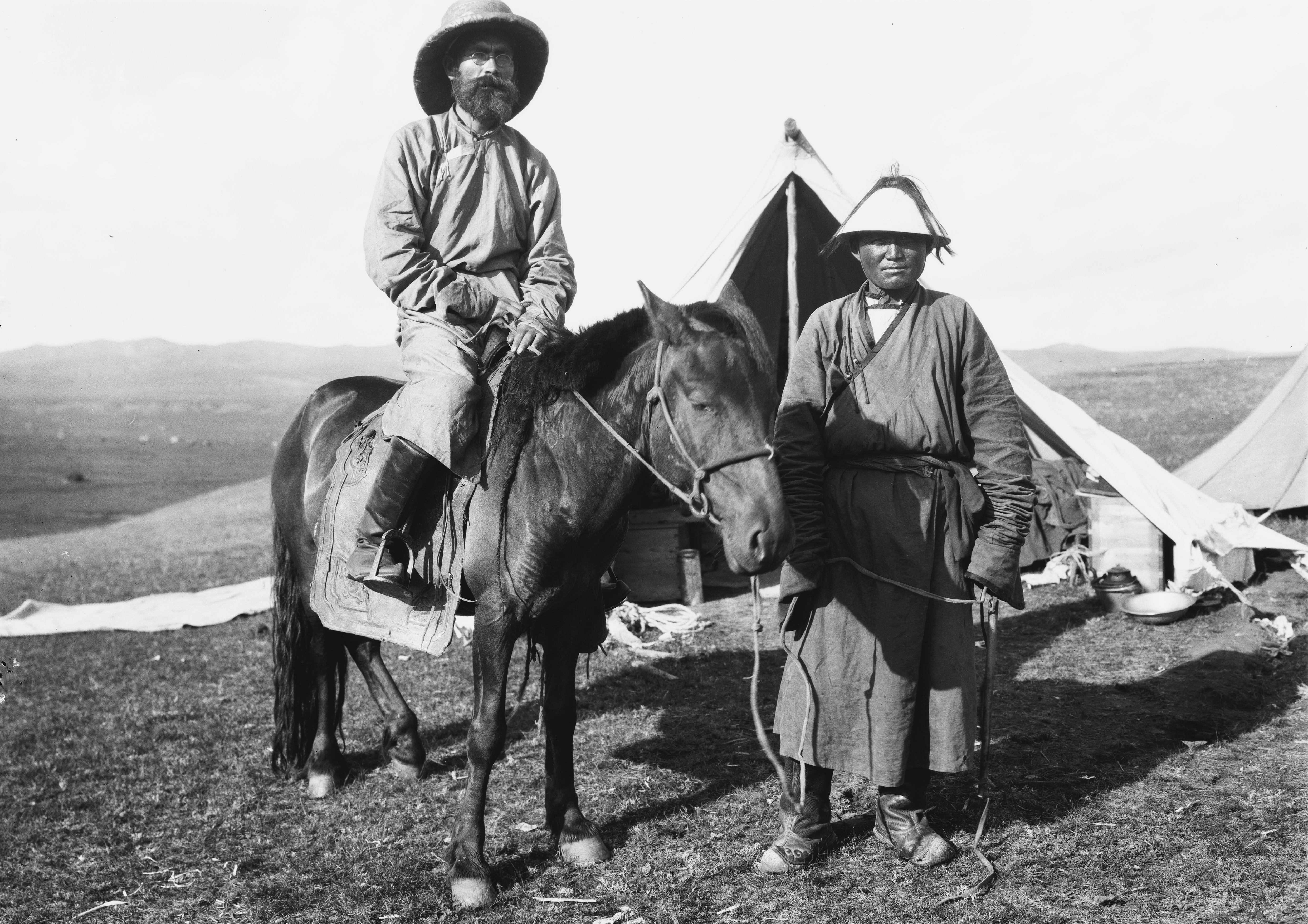
Der Linguist und Entdecker Gustaf John Ramstedt 1909 mit Führer in der Mongolei

Steinstelen als bedeutende Primärquellen des Uigurischen Kaganats.
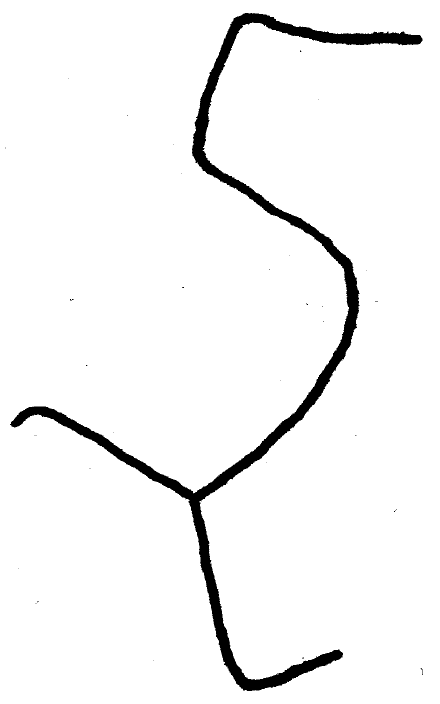
Tamga auf der Tes-Stele
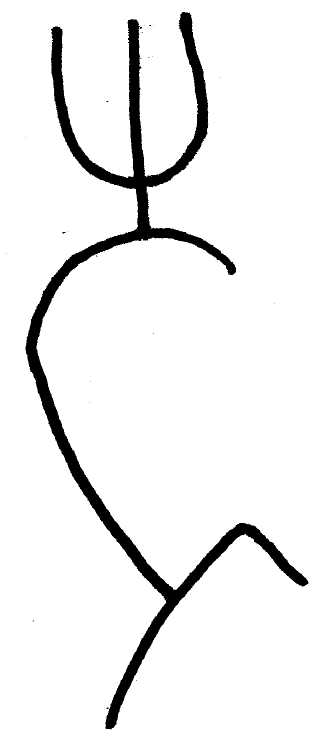
Tamga auf der Tes-Stele
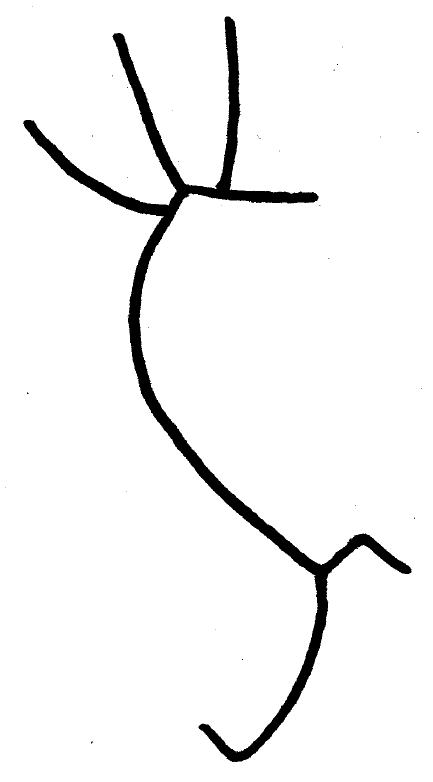
Tamga auf der Tes-Stele

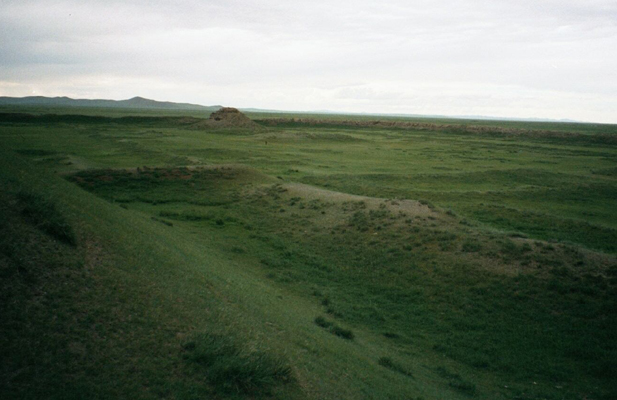
Blick auf eine Ausgrabungsstätte in Ordu Baliq

In der Nachfolgeschaft des Türk-Reiches verwendeten auch die Uiguren turkische Runenschrift. Erhalten sind die Inschriften von Tes (errichtet 750), Tariat (= Terkh; errichtet 752–753), Šine-Usu (= Moyun Čor; errichtet 759), Kara-Balgasun (I und II) und Süüǰi. Die zu Ehren von Bayan Chor nach seinem Tod errichtete und 1909 von G. J. Ramstedt entdeckte Šine-Usu-Inschrift ist mit 50 Zeilen die umfangreichste. Sie hat die Geschichte der militärischen Siege und Aktivitäten von Bayan Chor aufgezeichnet und zählt zu den bedeutendsten Primärquellen der frühen Geschichte der mittelalterlichen Uiguren. Auf den Stelen von Tes, Terkh und Šine-Usu befinden sich neben den Runeninschriften einander ähnliche, aber nicht identische Tamgas, von denen angenommen wurde, dass sie Zeichen der Autoren der Denkmäler sind.
Die Uiguren errichteten mehr Siedlungen als andere nomadische Nomaden in der Mongolei. Ausgrabungen in Kooperation mongolischer und deutscher Forscher ergaben, dass die Hauptstadt Ordu Baliq (Kara-Balgasun) sich über eine Fläche von über 30 km² erstreckte.